# Зелем'янка (хребет)
Зелем'я́нка — один з хребтів Сколівських Бескидів (Українські Карпати). 
Розташований у межах Стрийського району Львівської області та (частково) Калуського району Івано-Франківської області, в межиріччі Опору, Павлова, верхніх приток Кам'янки, Сукелю, Бесарабки і правих приток Зелем'янки. На південний захід від хребта лежать села Гребенів і Тухля, на північний схід — села Кам'янка і Сукіль. Біля північно-західних відногів хребта розташоване місто Сколе. 
Хребет простягається, як і більшість цієї частини Українських Карпат, з північного заходу на південний схід. Північно-східні схили круті й місцями обривисті, південно-західні — більш пологі. Також має численні відноги. Найвища точка —  г. Набивки (Широка), висота якої складає 1265 м. 
Є доволі залісненим на півночі, однак такі вершини, як Беньки (1233 м) чи Широка (1265 м), деякі інші, а також левова частина південних схилів, не вкриті лісом. Таким чином, з верхів'я в багатьох місцях відкриваються панорами навколишніх Бескидів. Також на горі Кудрявець трапляються скельні виступи. Частина Зелем'янки, зокрема рекреаційна зона «Джершин», що біля села Гребенева, належить до Національного природного парку «Сколівські Бескиди». 
Зелем'янка вважається порівняно легкодоступним і придатним хребтом для одноденних пішохідних мандрівок. Вздовж нього проходять туристичні маршрути №5043 «Джершин – Зелемінь – Кудрявець – Лопата» та №13 «На гору Лопата». 

## Деякі вершини
- Зелемінь (1177 м)
- Шаробляка (1178 м)
- Кудрявець (1242 м)
- Лопата (1210 м)
- Товстий Верх (1206 м)
- Набивки або Широка (1265 м)
- Менчил (1215 м)

## Фотографії

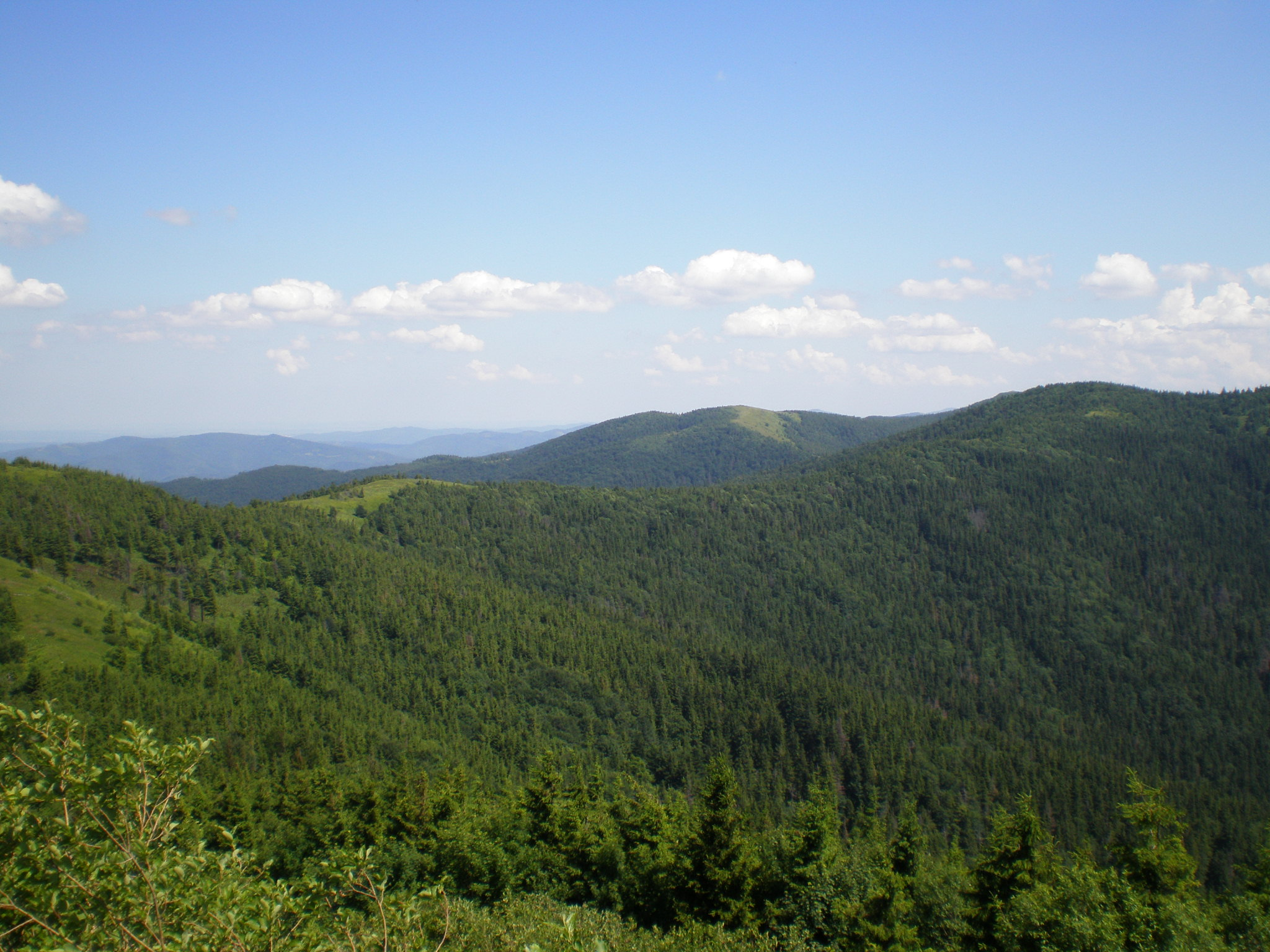
Хребет Зелем'янка (вигляд на схід).
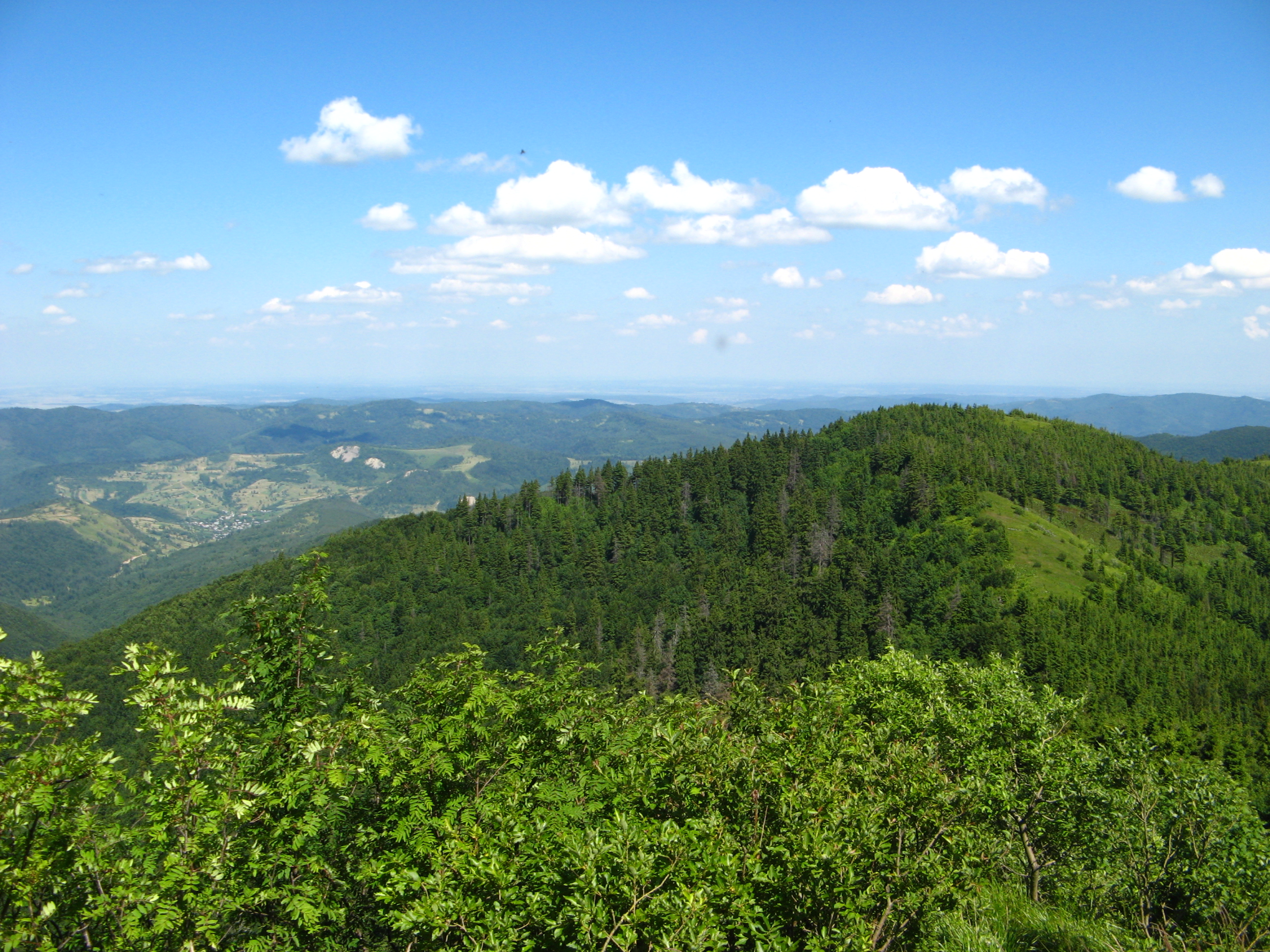
Справа гора Лопата (1211 м), зліва в долині — село Кам'янка.
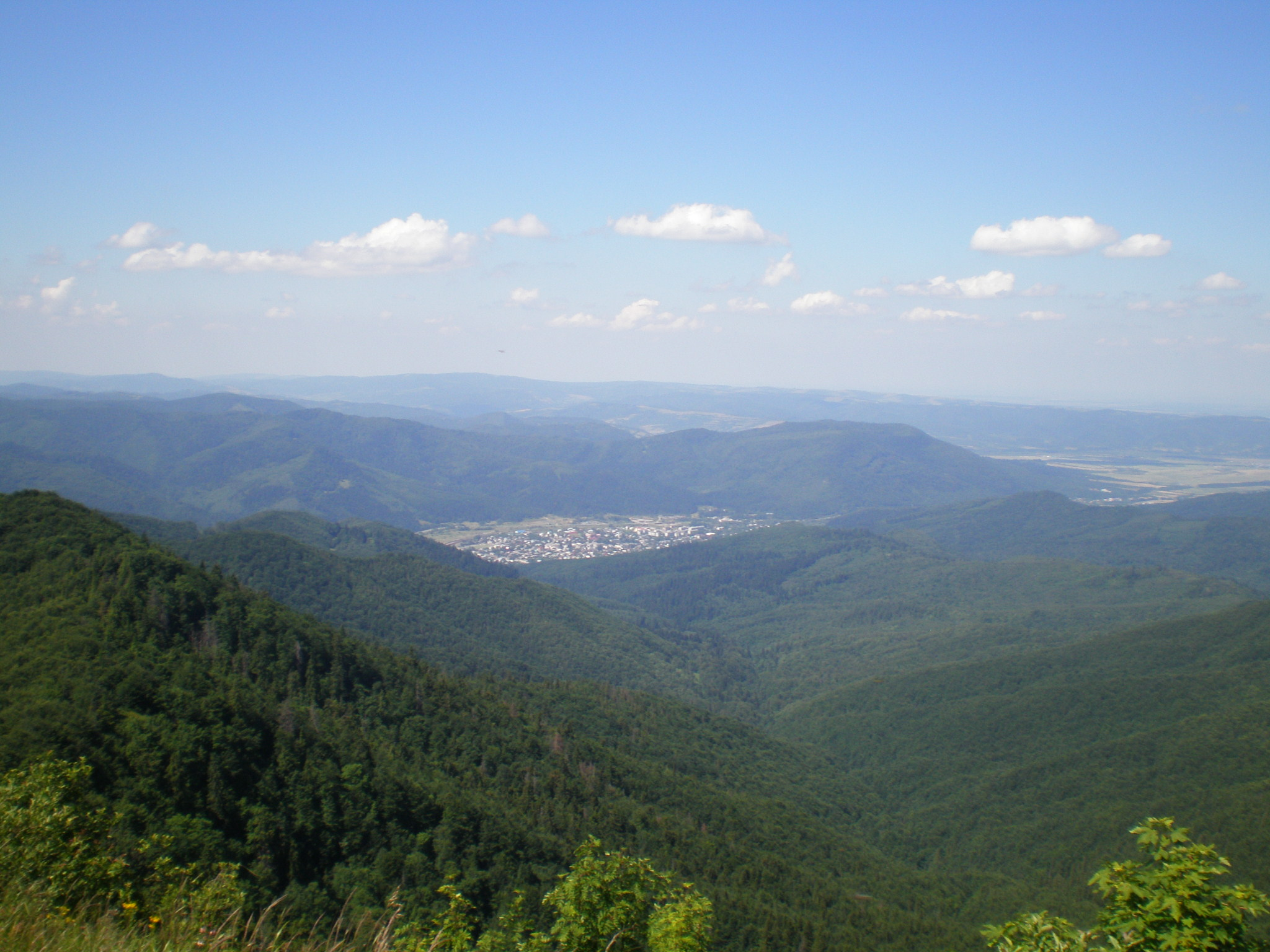
Удалині місто Сколе (вигляд з гори Кудрявець).
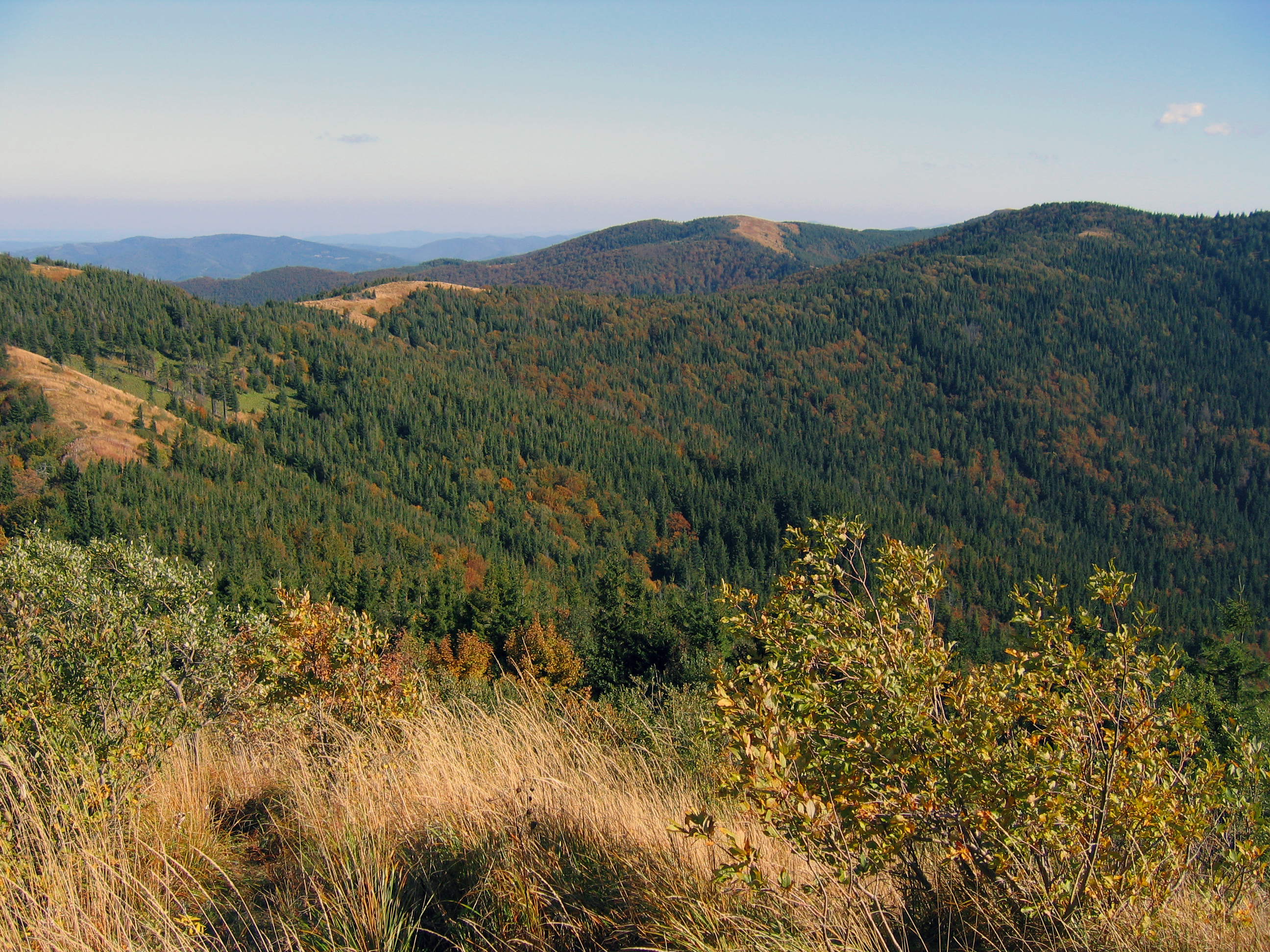
Вид з гори Кудрявець на схід.
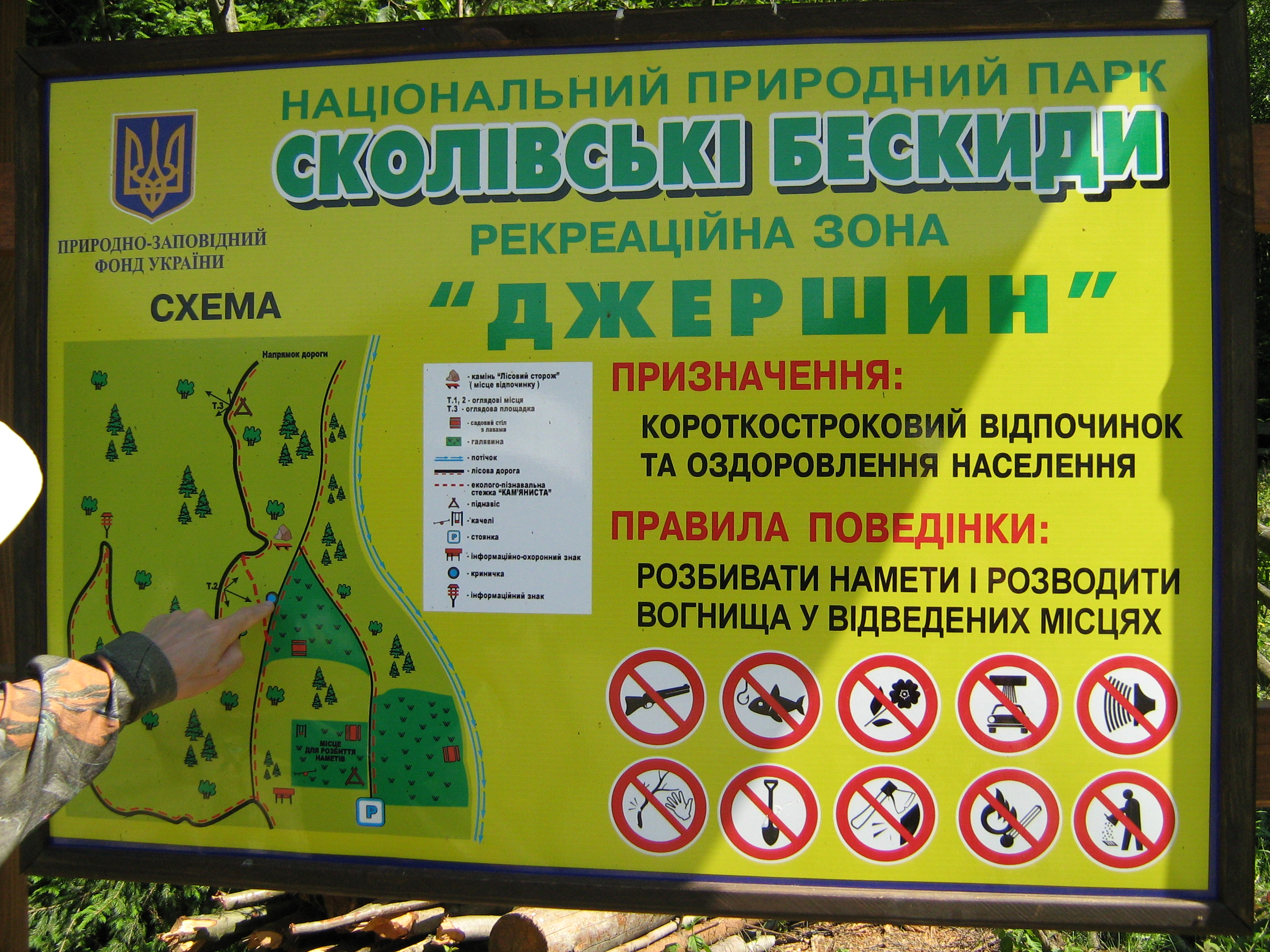
Інформаційна таблиця в рекреаційній зоні «Джершин».
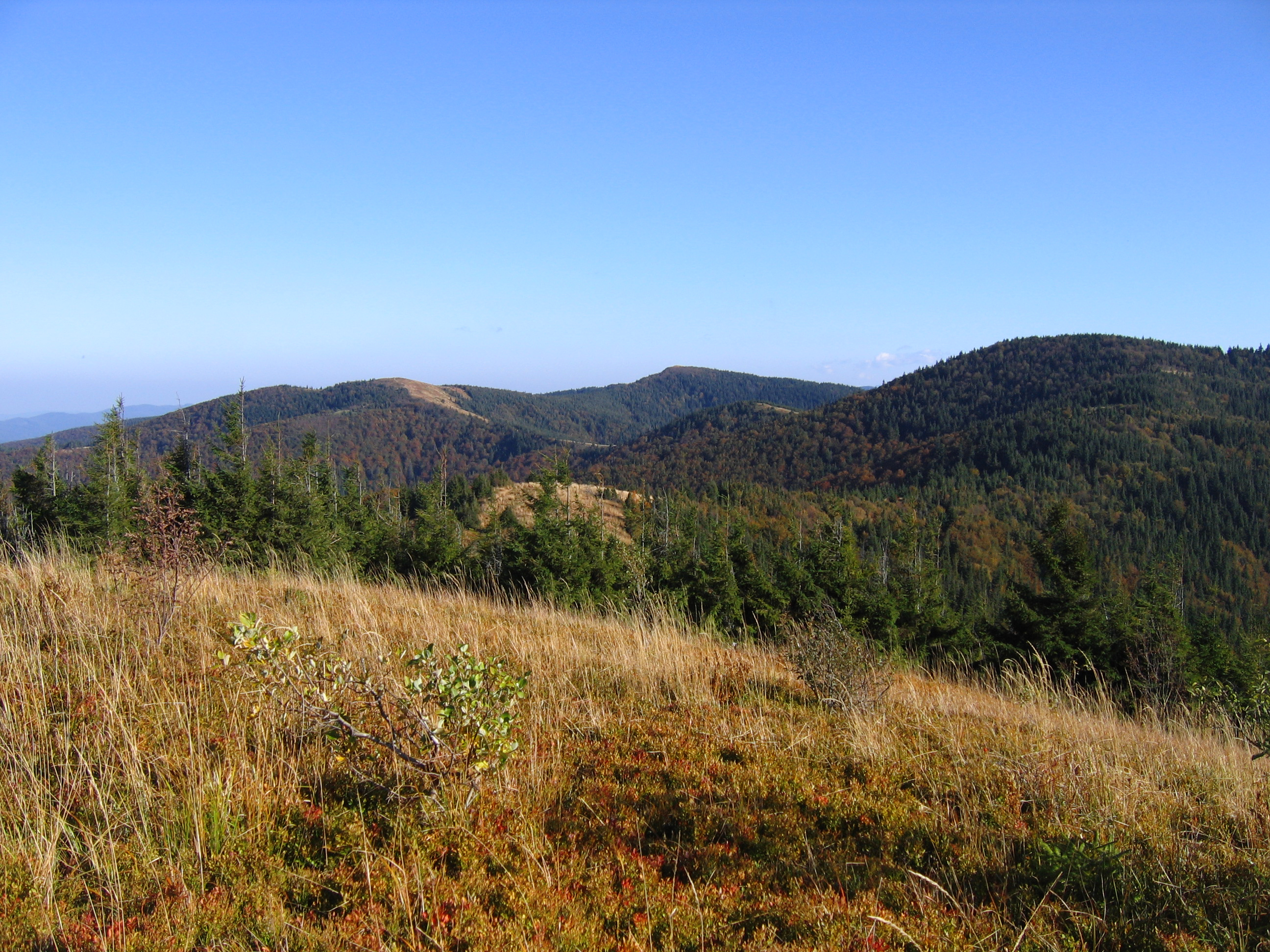
Вид з гори Лопата на схід
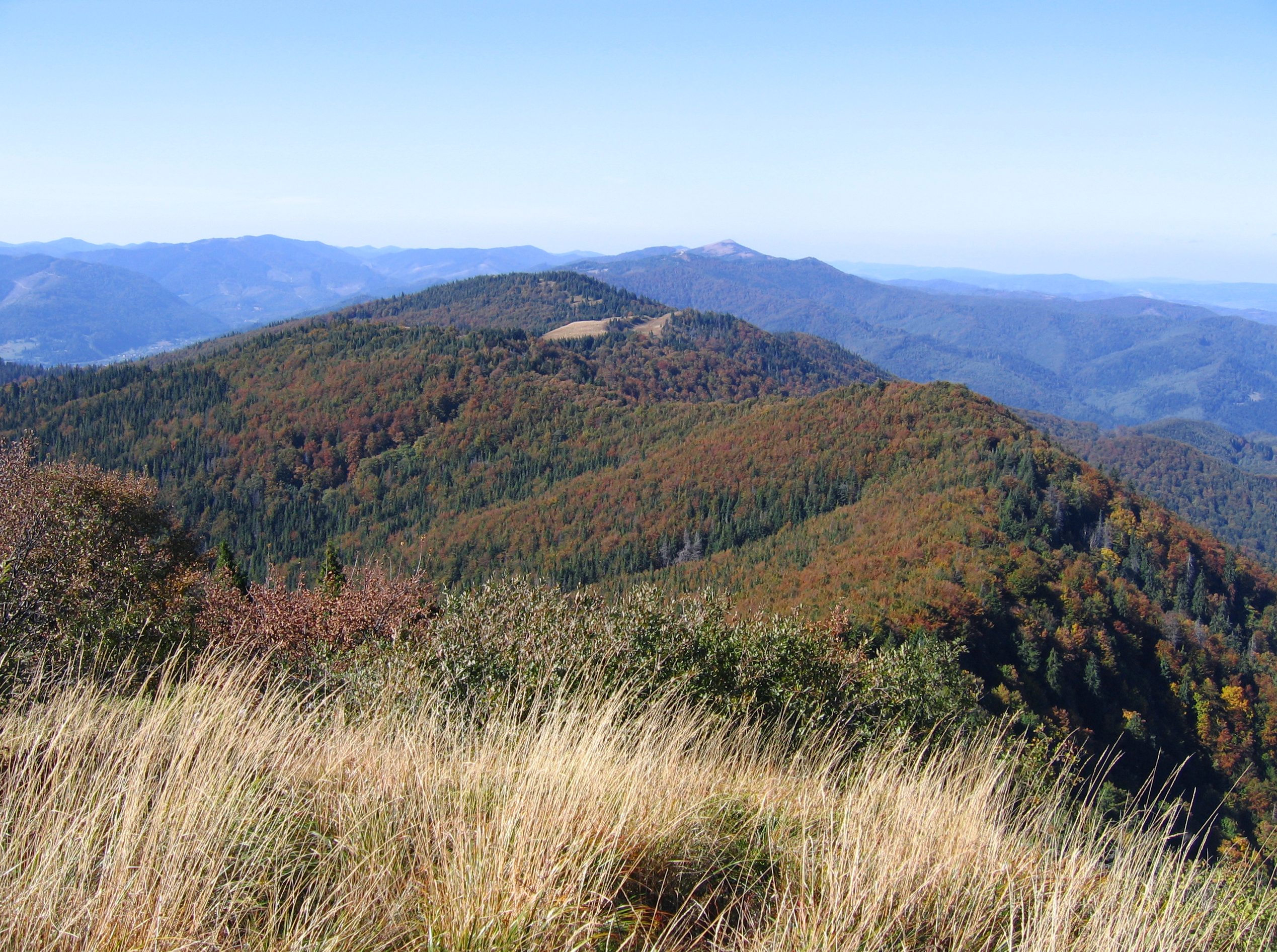
Вид з гори Кудрявець на північний захід